# Fauzie As’Ad

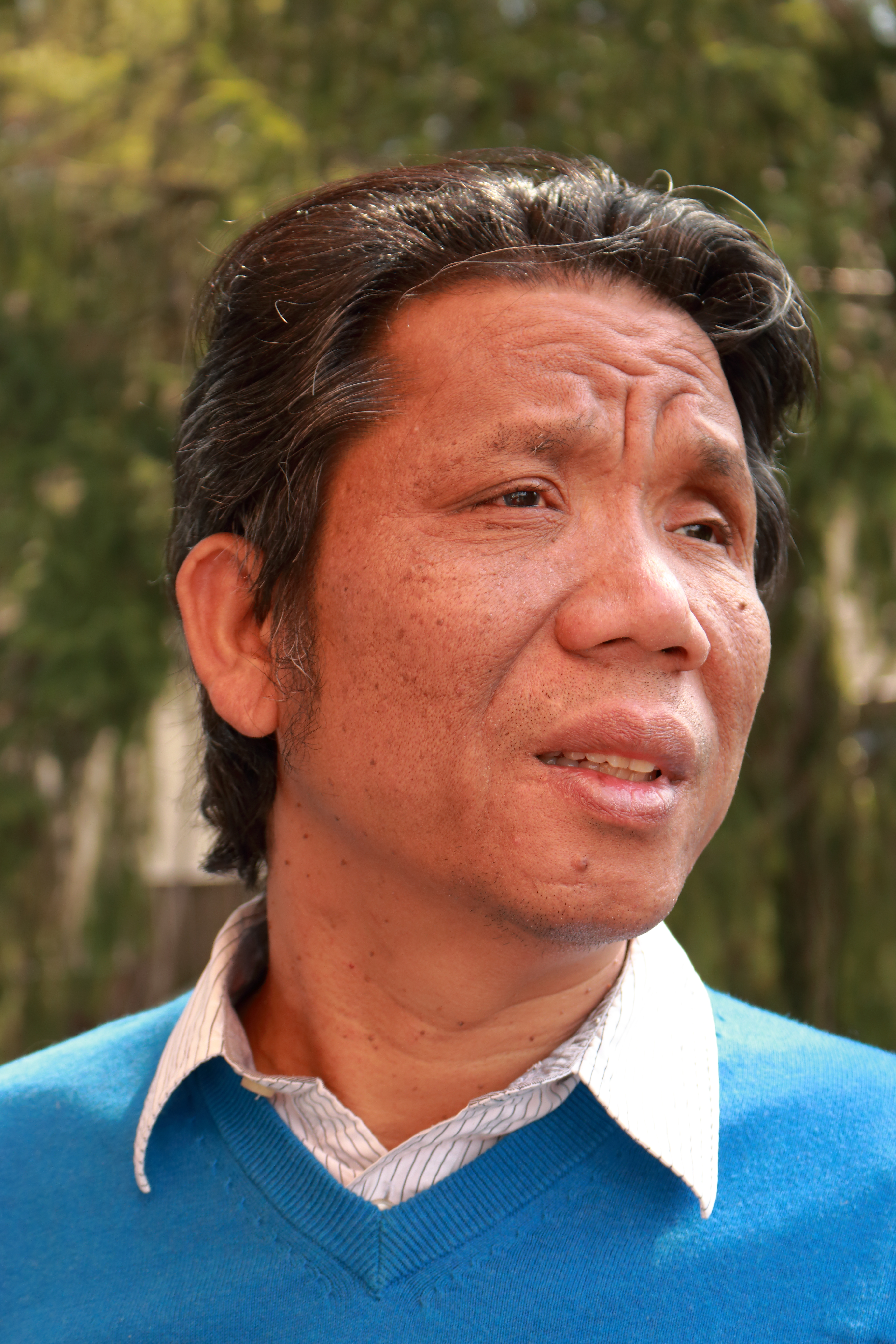
FauZie As'Ad im März 2018

FauZie As’Ad (* 1968 in Bekasi, West-Java) ist ein indonesischer Maler und Bildhauer.

## Leben
FauZie As'Ad wuchs an seinem Geburtsort Bekasi auf, einer Satelliten-Großstadt der indonesischen Hauptstadt Jakarta im Westen der Insel Java.
Von 1987 bis 1988 studierte er Innenarchitektur in Jakarta an der privaten Interior Design Academy mit einem Stipendium der Pro Patria Stiftung. Danach zog er 1989 nach Yogyakarta – in das indonesische Zentrum von Kultur und Bildung. Dort studierte er mithilfe des Supersemar Stipendiums der Regierung der Republik Indonesien Bildende Kunst mit Schwerpunkt Bildhauerei am Indonesian Institute of the Arts (ISI). Sein Studium schloss er 1994 ab.
1993 heiratete er Sabine Wilscher aus dem Fürstentum Liechtenstein. 1995 verlegte er seinen Lebensmittelpunkt nach Eschen (Liechtenstein). Mit Sabine Wilscher hat er zwei gemeinsame Kinder.
FauZie As'Ad arbeitet in eigenen Ateliers in Schaan (Liechtenstein) und Yogyakarta.

## Künstlerische Karriere

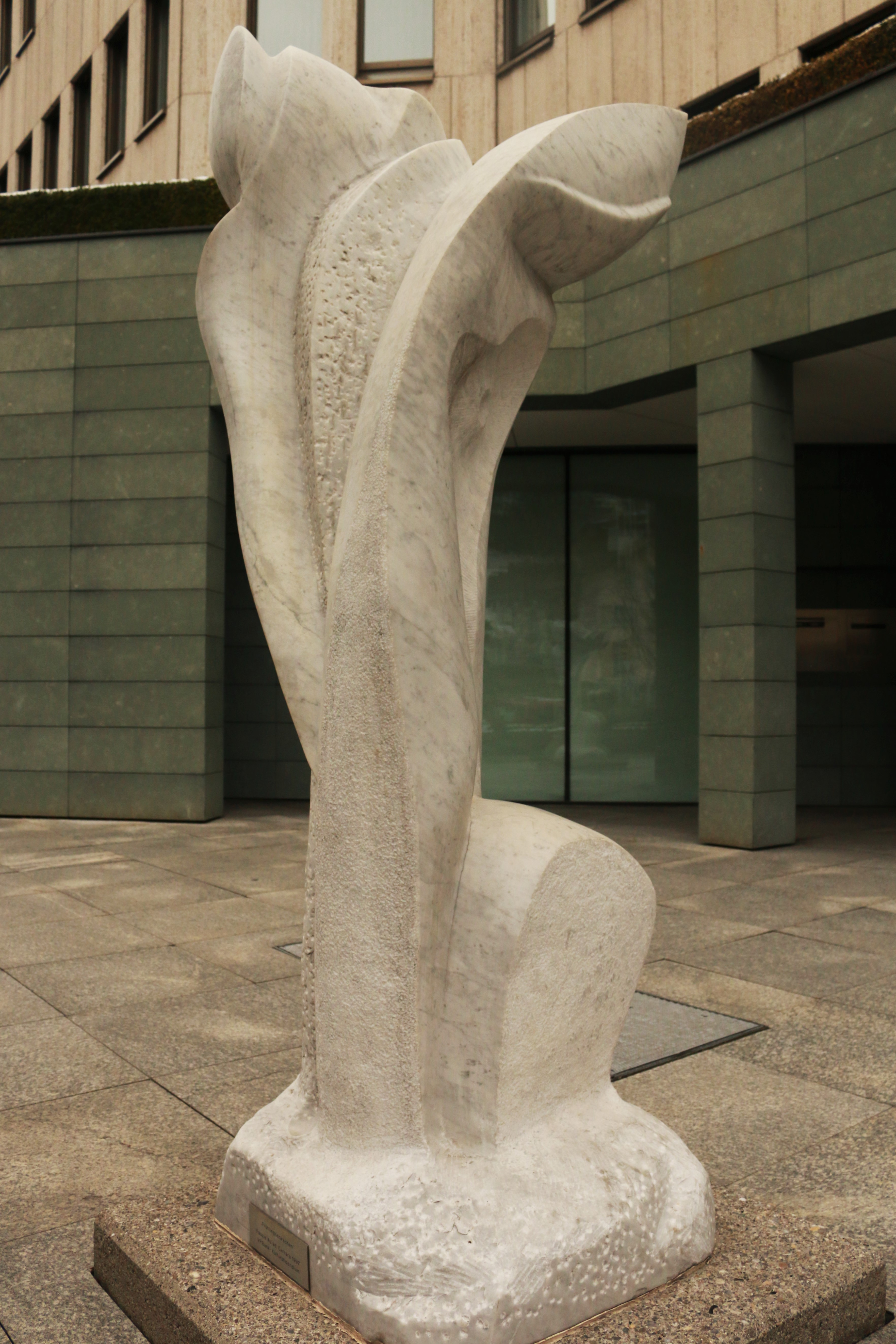
Skulptur Frühlingserwachen

Nach seinem Umzug in das Fürstentum Liechtenstein erregte FauZie As'Ad die Aufmerksamkeit durch mehrere Einzelausstellungen. Als erster Künstler erhielt er 1997 das Kulturstipendium der Verwaltungs- und Privat-Bank AG in Vaduz (Liechtenstein). Dies ermöglichte ihm nicht nur Studienreisen nach Paris, London und Berlin, sondern auch einen mehrmonatigen Arbeitsaufenthalt am Luigi Corsanini Laboratory of Sculpture in Carrara (Italien). Dort, in den Marmor-Steinbrüchen, studierte er bei dem Liechtensteiner Bildhauer Hugo Marxer die Bearbeitung von Marmor. Wichtigste Arbeit dieser Schaffenszeit ist die 2,40 Meter hohe Skulptur "Frühlingserwachen". Das Werk steht seit 1998 vor der Zentrale der VP Bank im Zentrum von Vaduz unterhalb des Fürstenschlosses.
Nach Ausstellungen in Liechtenstein, der Schweiz, im Senegal und in Deutschland erhielt er im Jahr 2000 ein Kulturstipendium vom Kulturbeirat der Regierung des Fürstentums Liechtenstein, was ihm einen weiteren Arbeitsaufenthalt in Carrara ermöglichte. Danach erfolgte 2001 die Teilnahme am 1. und 2. Internationalen Bildhauersymposiun Steine ohne Grenzen. Seine Werke "Ying & Yang" stehen seitdem in Hobrechtsfelde bei Berlin-Buch und Mühlendorf bei Teltow.
Bisheriges Hauptwerk ist sein "Weltaltar für Frieden & Freundschaft" im Internationalen Skulpturenpark Changchun, Julin Provinz (China). Es entstand 2004 während des 7. International Sculpture Symposium in Changchun. Das Symposium gilt wegen seiner einzigartigen Arbeitsbedingungen weltweit als das renommierteste Steinbildhauer-Symposium. FauZie As'Ad wurde als erster Künstler aus Liechtenstein eingeladen und als zweiter Indonesier nach Dicky Chandra. Der Weltaltar besteht aus fünf, die Erdteile vertretenen 333 cm hohen Granitstelen, die um ein bepflanztes Pentagon, den Lebensbaum, angeordnet sind.
2012 gewann FauZie As'Ads Entwurf "Mens sana in corpore sano" für eine Skulptur zum Thema Bewegung/Beweglichkeit von Körper und Geist den Zuschlag des Gemeinderates Schellenberg (Liechtenstein). Ausgeschrieben war "Kunst am Bau" für den neuen Kneipp-Brunnen der dortigen Sport- und Freizeitanlage. Dazu schuf er eine 360 cm hohe Marmor-Skulptur in den Werkstätten von Carrara. Das Werk blieb für sechs Jahre die letzte Arbeit als Bildhauer, da er danach schwer erkrankte.
In den Jahren 2013–2017 erfolgten Ausstellungsbeteiligungen in Liechtenstein, Indonesien und Japan aus seinen Atelierbeständen.
Für 2018 erhielt FauZie As'Ad eine Einladung zur 2. BBKL-Triennale (Triennale des Berufsverbandes Bildender Künstler Liechtensteins), für die er die teilvergoldete Granit-Skulptur "LICHT 'N STEIN" realisiert.
FauZie As'Ad schuf neben seiner Arbeit als Bildhauer ein eigenständiges malerisches Werk. Er beherrscht die Technik der Ölmalerei, die er jedoch vorwiegend für private Porträts nutzt. Der Großteil seiner Gemälde entsteht in Acryl auf Leinwand. Jedoch sind diese Bilder ebenfalls biografisch geprägt und enthalten Andeutungen zu Entstehungsort und -zeit. "Das Erscheinungsbild der Kunstwerke hängt somit mit meinem Aufenthaltsort zusammen. In den Bildern erscheinen gewisse Teile dynamisch und andere eher harmonisch, in jedem Bild gibt es die beiden gegensätzlichen Seiten. Die eine Seite verdanke
ich Liechtenstein und die andere Indonesien. Meine Kunstwerke spiegeln Gegenpole der beiden Länder wider, in denen ich lebe", sagte er 2012 in einem Interview.
As'Ads Gemälde sind durch Farbflächen gekennzeichnet, die mitunter mit imaginären Schriftzeichen durchzogen sind. Hinzu kommen symbolhafte grafische Darstellungen, mit denen As'Ad Geschichten erzählt.
As'Ad zählt zu den bekanntesten zeitgenössischen Künstlern Indonesiens. Er stellt bei vielen Gruppenausstellungen zu indonesischer zeitgenössischer Kunst aus (darunter Bad Pyrmont 2002, Berlin 2003 und 2004, China 2003, Liechtenstein 2012)  und ist regelmäßig bei der Jogja-Biennale in Yogyakarta vertreten. Zudem vertritt er als Künstler das Fürstentum Liechtenstein (u. a. Bad Ragatz 2006, Monaco 2011, BBKL-Triennale 2015), das ihm 2008 ein Artist-In-Residence-Stipendium in seinem Berliner Atelier ermöglichte. Seine Werke zielen auf eine Integration indonesischer und südostasiatischer Motive und Themen in die zeitgenössische westliche Malerei und Bildhauerei.